# C5001T
C5001T（シー ゴーゼロゼロイチ ティー）は、東芝、および東芝モバイルコミュニケーション社（現・富士通モバイルコミュニケーションズ）が開発・製造し、auブランドを展開するKDDI、および沖縄セルラー電話から発売されていた第二世代携帯電話(cdmaOne)である。

## 概要
本機は、au向けとしては初となる動画再生機能(ezmovie)をはじめ、eznavigation、ezplus、WAP2.0など当時の最新機能を搭載したフラッグシップモデルで、デザインは同社製のC415Tにやや類似している。

## 沿革
- 2001年06月27日　電気通信端末機器審査協会による技術基準適合認定の設計認証（設計認証番号A01-0506JP、J01-0166）
- 2001年07月02日　 テレコムエンジニアリングセンター(TELEC)による技術基準適合証明の工事設計認証（工事設計認証番号XZAA0052）
- 2001年08月27日　TELECによる技術基準適合証明の工事設計認証（工事設計認証番号XZAA0056）
- 2001年12月07日　全国一斉発売。
- 2012年07月22日　cdmaOneサービス終了により使用はこの日限りとなる。

## CM
- リリース直前だったBoAの4thシングル『LISTEN TO MY HEART』がCMソングとして起用された。

## 注
1. ↑  2012年7月23日より利用不可